# Hilberts fjortonde problem
Hilberts fjortonde problem är ett av Hilberts 23 problem. Det formulerades år 1900 och handlar om att bevisa vissa kompletta funktionssystems ändlighet.
Problemet är löst. Motexempel har visat att det generellt ej är möjligt.